# Wisse Slendebroek
Wisse Slendebroek (Oudorp, 26 oktober 2004) is een Nederlandse marathon- en langebaanschaatser die sinds 2024/2025 uitkomend is voor de schaatsploeg Team Albert Heijn Zaanlander. Slendebroek is Open Nederlandse kampioenschappen marathonschaatsen op natuurijs geworden in 2025 en won in hetzelfde jaar een zilveren medaille op de NK Afstanden op de massastart. Veder won Slendebroek meerdere beloften schaatsmarathons en eindklassementen.

## Persoonlijke records
| Afstand      | Tijd     | Datum            | Baan       |
| ------------ | -------- | ---------------- | ---------- |
| 500 meter    | 41,08    | 11 december 2023 | Heerenveen |
| 1000 meter   | 1:29,75  | 8 maart 2020     | Alkmaar    |
| 1500 meter   | 1:58,18  | 11 december 2023 | Heerenveen |
| 3000 meter   | 3:51,82  | 7 februari 2025  | Heerenveen |
| 5000 meter   | 6:23,68  | 8 november 2024  | Heerenveen |
| 10.000 meter | 14:14,93 | 12 maart 2023    | Haarlem    |

## Resultaten
| Jaar | NK Afstanden           |
| ---- | ---------------------- |
| 2025 | 13e 5000m · Massastart |

### Medaillespiegel
Bijgewerkt tot en met 24-02-2025
| Kampioenschap | Goud | Zilver | Brons |
| ------------- | ---- | ------ | ----- |
| NK Afstanden  | 0    | 1      | 0     |

## Marathon[2]

### Top-divisie
2025
- Grand Prix 1; Aart Koopmans Memorial
- ONK marathonschaatsen op natuurijs
- 5e Grand Prix 2

Team Albert Heijn Zaanlander
Jorrit Bergsma · Tjerk de Boer · Merel Conijn · Elisa Dul · Daan Gelling · Marijke Groenewoud · Jordy Harink · Sjoerd den Hertog · Kevin van der Horst · Bente Kerkhoff · Irene Schouten · Wisse Slendebroek · Jordan Stolz · Maaike Verweij ·  Melissa Wijfje
Coach: Jillert Anema · Arjan Samplonius